# Robert C. Haddon
Robert Cort Haddon (* 12. März 1943 in Sheffield) ist ein australischer Festkörperphysiker.
Haddon studierte an der University of Melbourne und wurde 1971 an der Pennsylvania State University in organischer Chemie promoviert. Danach war er an der Australian National University und ab 1976 bei den Bell Laboratories. 1997 wurde er Professor für Chemie und Physik an der University of Kentucky und wurde 1998 Direktor des NSF Advanced Carbon Materials Center. 2000 wurde er Professor für Chemie und Direktor des Center for Nanoscale Science and Engineering an der University of California, Riverside.
Er gründete die Firma CarboLex für die Produktion von Kohlenstoffnanoröhren mit einer Wand (Singe-Walled Carbon Nanotubes, SWNT) und 1998 die Firma Carbo Solutions. Er war einer der Entdecker von Supraleitung in mit Kalium dotierten Fullerenen, mit einer Sprungtemperatur von 18 Grad Kelvin.
2008 erhielt Haddon den James C. McGroddy Prize for New Materials für die Entdeckung von Hochtemperatursupraleitung in nicht-Oxid-Systemen (Laudatio). Er ist Fellow der American Physical Society und der American Association for the Advancement of Science.

## Schriften
- mit J. Chen u. a.: Solution properties of single-walled carbon nanotubes, Science, Band 282, 1998, S. 95–98
- mit S. Niyogi u. a.: Chemistry of single-walled carbon nanotubes, Accounts of Chemical Research, Band 35, 2002, S. 1105–1113
- mit A. F. Hebard u. a.: Conducting films of C60 and C70 by alkali-metal doping, Nature, Band 350, 1991, S. 320
- mit S. Niyogi u. a.: Solution properties of graphite and graphene, Journal of the American Chemical Society, Band 128, 2006, S. 7720–7721